# Erik Folling
Erik Folling, född 1760, död 28 augusti 1805, han var mellan 1785 och 1805 aktör vid Kungliga Operan i Stockholm. Han blev elev 1783.

## Roller
| År   | Roll              | Produktion        | Regi | Teater                  |
| ---- | ----------------- | ----------------- | ---- | ----------------------- |
| 1786 | Erik Wasas skugga | Gustaf Wasa       |      | Stora Bollhuset         |
| 1787 | Översteprästen    | Electra           |      | Gustavianska operahuset |
| 1799 | Sichés skugga     | Aeneas i Carthago |      | Gustavianska operahuset |
| 1800 | Strozzi           | Camilla           |      | Gustavianska operahuset |
| 1800 | Översteprästen    | Oedipe i Athen    |      | Gustavianska operahuset |
| 1803 | Leonidas          | Anacreon på Samos |      | Gustavianska operahuset |